# 北滩镇
北滩镇，是中华人民共和国甘肃省白银市靖远县下辖的一个乡镇级行政单位。
2014年，甘肃省民政厅批复同意撤销北滩乡，设立北滩镇。

## 行政区划
北滩镇下辖以下地区：
宝泉村、粮窑村、东宁村、乱腰村、花岘村、甜水村、芦沟村、北山村、中滩村、独山村、南滩村、刘梁村、红丰村、景滩村、小红沟村、杜寨村、大红沟村和东滩村。